# I-27 (подводная лодка)
I-27 — японская подводная лодка типа «I-15», состоявшая на вооружении Императорского флота Японии во время Второй мировой войны.

## Общее описание
Подводные лодки типа «I-15» (типа B1) — дальнейшее развитие подводных лодок подтипа KD6 типа «Кайдай». Лодки типа «I-15» оснащались гидросамолётом для ведения разведки в море. Водоизмещение — 2631 т в надводном положении и 3713 т в подводном положении. Главные размерения: длина 108,7 м, ширина 9,3 м и осадка 5,1 м. Рабочая глубина — 100 м.
Главная энергетическая установка состояла из двух дизельных двигателей, каждый из которых при мощности в 6200 л. с. приводил в движение по одному винту. Мощность электромотора, применявшегося для перемещения под водой — 1000 л. с. Максимальная скорость — 23,6 узла на поверхности и 8 узлов под водой. Дальность плавания над водой — 14 тысяч морских миль при скорости 16 узлов, под водой — 96 морских миль при скорости 3 узла.
Подлодка была вооружена шестью носовыми 533-мм торпедными аппаратами и несла на борту до 17 торпед. Артиллерия — 140-мм морское орудие Тип 11-й год и два 25-мм зенитных орудия Тип 96.. В районе капитанского мостика располагался авиаангар, на передней палубе находилась авиационная катапульта.
Тип подводных лодок «I-15» (или «B1») был крупнейшим по числу построенных для японского флота субмарин — было построено 18, из которых до конца войны дожила только субмарина I-36.

## Служба
Принята в состав Императорского флота Японии в Сасебо 24 февраля 1942 года. Первое торпедированное судно — австралийский SS Iron Crown, шедший из Уайаллы в Ньюкасл. Торпедирован 4 июня 1942 года в 44 милях к юго-юго-западу от острова Габо. Из 42 человек 38 погибли, 4 были спасены транспортным судном Mulbera. 20 марта 1943 года подлодка I-27 торпедировала второе судно — SS Fort Mumford водоизмещением 7132 т — в Индийском океане 10°00′ с. ш. 71°00′ в. д.), который шёл из Ванкувера в Средиземное море и вёз груз для армии. От единственного выжившего не удалось узнать обстоятельства нападения, что привело к порождению слухов о том, что весь экипаж был перебит японцами.
7 мая 1943 года I-27 в Оманском заливе торпедировала голландский сухогруз Berakit водоизмещением 6608 т. 3 июня 1943 года субмарина там же торпедировала судно SS Montanan водоизмещением 4897 т: погибли пятеро моряков, 58 были спасены. 24 июня была предпринята ещё одна атака на танкер British Venture водоизмещением 4696 т, а через 4 дня атаковано норвежское судно Dah Puh водоизмещением 1974 т (оба потоплены).
5 июля 1943 года I-27 торпедировала судно Alcoa Protector, которое шло в составе конвоя PA-44 в Оманском заливе. Двигатели корабля были подняты со дна, затем их установили на грузовое судно Kinsman Independent, шедшее по Великим озёрам. 8 ноября 1943 года I-27 потопила транспорт SS Sambridge типа «Либерти». Выжившие эвакуировались на спасательных шлюпках, в плен к японцам попал капитан Х. Скарр. Выжившие слышали стрельбу из пулемётов, однако источник её не был установлен, а сам Скарр был освобождён из тюрьмы Чанги в конце войны.
12 февраля 1944 года субмарина торпедировала у Мальдивских островов пароход SS Khedive Ismail водоизмещением 7513 т, погибло 1297 человек из 1511 находившихся на борту (в том числе и члены экипажа). Японцы попытались подобрать выживших, однако подлодку в трёх километрах от точки атаки засекли британские эсминцы «Паладин» и «Петард». Они сбросили глубинные бомбы, выпустили торпеды и протаранили субмарину, окончательно её уничтожив 01°25′ с. ш. 72°22′ в. д.. Из 100 членов экипажа I-27 выжил только один, его взяли в плен британцы.